# Miguel Etchecolatz
Miguel Osvaldo Etchecolatz (Azul, 1 de mayo de 1929-San Miguel, 2 de julio de 2022) fue el director de Investigaciones de la policía bonaerense y mano derecha del general de brigada Ramón Camps, durante la dictadura militar, autodenominada Proceso de Reorganización Nacional (1976-1983). Fue condenado a prisión perpetua en reiteradas ocasiones, por diversos crímenes de lesa humanidad, mediante sentencias dictadas en 1986, 2004, 2006, 2014, 2016, 2018, 2020 y 2021 que fueron unificadas en una pena única de reclusión perpetua.
Entre los crímenes por los que Etchecolatz fue condenado se encuentran el secuestro y asesinato de un grupo de adolescentes conocido como la Noche de los Lápices; la apropiación de menores y la desaparición de Jorge Julio López. Fue beneficiado por la aplicación de la Ley Obediencia Debida, pero en 2006 cuando fueron anuladas las leyes de impunidad, volvió a ser juzgado en las causas que habían sido cerradas. Se lo ha vinculado a la segunda desaparición de Jorge Julio López, testigo en uno de los juicios en su contra. En 2014, Etchecolatz fue fotografiado con un papel manuscrito en sus manos que decía "Jorge Julio López Secuestrar".

## Papel durante la dictadura
Fue director de Investigaciones de la Policía de la Provincia de Buenos Aires entre marzo de 1976 y fines de 1977. En dicho cargo, coordinó los grupos de tareas así como los 21 centros clandestinos de detención pertenecientes al conocido como Circuito Camps, por el general de brigada Ramón Camps, en la provincia de Buenos Aires.
Los centros clandestinos de detención a cargo de Etchecolatz concentraron la mayor parte de los detenidos desaparecidos del país.
Fue responsable, entre los casos más emblemáticos, de la conocida como la "Noche de los Lápices", donde fueron secuestrados, torturados y desaparecidos estudiantes secundarios que reclamaban por un «boleto escolar».

## Retorno de la democracia
En 1997 escribió el libro "La otra campana del Nunca Más", donde afirmaba que el informe de la CONADEP era una mentira "fabricada por los perpetradores de la guerra subversiva".
Ese mismo año, fue enfrentado con el dirigente socialista y sindical Alfredo Bravo, a quien había torturado, en el programa televisivo Hora Clave conducido por Mariano Grondona.

## Juicios
Juzgado tras la restauración de la democracia, en 1986 Etchecolatz fue sentenciado a 23 años de cárcel como responsable de haber ejecutado 91 tormentos pero la Corte Suprema de Justicia anuló la sentencia por aplicación de la Ley de Obediencia Debida.
Debido a que el delito de supresión de identidad (robo de bebés), no estaba contemplado por esas leyes, se lo juzgó y condenó a siete años de prisión en la causa Sanz, como responsable por la apropiación y supresión de identidad de la hija de una pareja de desaparecidos. Por su estado de salud, se le aplicó el beneficio del arresto domiciliario, lo que provocó el rechazo de la Asamblea Permanente por los Derechos Humanos, que exigió que cumpliese prisión efectiva. En junio de 2006 se le revocó el privilegio, al constatarse que poseía un arma de fuego en su domicilio.
Después de la derogación en 2003, de las leyes de Punto Final y Obediencia Debida, Etchecolatz fue el primer funcionario de la dictadura en ser llevado a juicio. La causa por la que se lo enjuició estuvo paralizada durante años. Allí se lo acusó de la muerte de Diana Teruggi, en un operativo realizado en 1976 en el cual el Grupo de Tareas de Etchecolatz bombardeó durante horas la casa de la víctima, donde funcionaba una imprenta del grupo armado Montoneros, arrasándola por completo y matando a los ocupantes con una bomba de fósforo, además de la privación ilegal de libertad, torturas y homicidio de Patricia Dell'Orto, Ambrosio de Marco, Nora Formiga, Elena Arce y Margarita Delgado, y secuestros y tortura a Jorge Julio López y Nilda Eloy, que sobrevivieron.
El 19 de septiembre de 2006 fue hallado culpable de los cargos mencionados, y condenado a prisión perpetua a cumplir en la cárcel de Marcos Paz. La sentencia del Tribunal Oral Federal N° 1 de La Plata declaró por primera vez en la historia argentina que fueron «delitos de lesa humanidad cometidos en el marco de un genocidio».

## Desaparición de Jorge Julio López
Después de que Etchecolatz fuera condenado a reclusión perpetua en 2006, el testigo del caso, Jorge Julio López, desapareció, lo que hizo que las organizaciones de derechos humanos se movilizaran en repudio de un eventual secuestro.

"La chica estaba casi a mi lado, en un camastro. Le habían tirado un baldazo con agua y Etchecolatz le pasaba picana...y ella le gritó: "por favor no me mates! llévame presa de por vida pero déjame criar a mi beba!"...y él le sonrió...y delante mío le pegó un balazo ahí mismo. Si la encuentran alguna vez, verán que la cabeza tiene dos agujeros, porque la bala entró por la nuca y le salió por el costado".
Jorge Julio López, fragmento de su declaración.

Hasta el día de hoy la justicia federal a cargo de la investigación no ha tenido éxito en su búsqueda de pruebas que permitan saber qué le pasó a López. León Arslanián, ministro de Seguridad de la provincia de Buenos Aires al momento de su desaparición, informó años después que "en el caso de López había un cúmulo de indicios que apuntaban al grupo de tareas supérstite del ex jefe de la Policía Bonaerense Miguel Etchecolatz".
El 24 de octubre de 2014, Etchecolatz y otros catorce represores fueron condenados por delitos cometidos en el centro de detención clandestino de La Cacha. Mientras se leía la sentencia, el fotógrafo Leo Vaca del portal Infojus, tomó varias fotografías de un papel que Etchecolatz tenía en sus manos, donde se leía escrita a mano la siguiente anotación: "Jorge Julio López".

## Circuito Camps
A fines de 2011 se inició un juicio colectivo contra varios represores entre quienes estaba Etchecolatz, por delitos de lesa humanidad cometidos en la provincia de Buenos Aires, en el ámbito de denominado "Circuito Camps". Fue llevado adelante por el Tribunal Oral Federal 1, presidido por Carlos Rozanski, quien también condenara a Etchecolatz a perpetua en 2006. El 24 de octubre de 2014, Etchecolatz y otros catorce represores fueron condenados por el secuestro y tortura de detenidos alojados en el centro clandestino La Cacha.

## Prisión domiciliaria y vuelta a la cárcel
El 27 de diciembre de 2017, Etchecolatz fue beneficiado con la prisión domiciliaria, en una vivienda cercana a una de sus víctimas, debido a su «cuadro de salud [y] riesgo de contraer nuevas enfermedades». Antes de otorgarle el beneficio, el tribunal ordenó un peritaje médico, que citó sólo parcialmente en su resolución, pero ignorando que la conclusión del mismo afirmaba que no correspondía otorgarle la prisión domiciliaria; también se afirmaba en el mismo que en caso de una complicación médica «estaría mucho mejor atendido» en el Hospital Penal de Ezeiza que en su domicilio. Hasta 2006 había contado con ese beneficio pero le había sido revocado por poseer armas de fuego en el domicilio donde cumplía su condena. Durante su prisión domiciliaria, Etchecolatz vivió en el Bosque Peralta Ramos, barrio de la ciudad de Mar del Plata, donde se repitieron numerosas manifestaciones exigiendo su vuelta a la cárcel por parte de vecinos y organismos de derechos humanos, que también reclamaron esta medida ante la justicia federal.
La prisión domiciliaria fue revocada el 16 de marzo de 2018 por la Cámara Federal de Casación Penal, que ordenó que Etchecolatz vuelva a la cárcel de Ezeiza, a la que fue reingresado durante la mañana del día siguiente.
En esos mismos cuadernos de Etchecolatz, se encontraba información de contacto de Victoria Villarruel, abogada y militante por la justicia a las víctimas del terrorismo, y desde 2024 vicepresidenta argentina. Villarruel visitaba asiduamente a varios represores condenados por crímenes de lesa humanidad, y actuaba como nexo con policías en actividad.